# Симеон Симеонов (генерал, 1925)
Вижте пояснителната страница за други личности с името Симеон Симеонов.
Симеон Стефанов Симеонов е български партизанин и офицер, генерал-полковник.

## Биография
Роден е на 9 или 12 април 1925 г. в Шейново. Учи в електротехническо училище в Габрово от 1940 до 1943 г. По това време става член на РМС. Отговаря за групата на РМС в своето училище. Член е на „Бранник“, за да прикрива комунистическата си дейност. През 1943 г. започва да организира бойни групи в района на Казанлък. Тогава става член на БКП. Ятак на Габрово-севлиевския партизански отряд. След това е член на бойна група. Заедно с други партизани създава Шейновската партизанска чета през април 1944 г. Там е командир на отделение. От 1944 г. е партизанин в Габровско-севлиевския партизански отряд. След 9 септември 1944 г. постъпва в доброволческа дружина за фронта. През 1946 г. завършва Школата за запасни офицери-летци в Казанлък, а на следващата година и Народното военновъздушно училище „Георги Бенковски“. През 1949 г. завършва Висшата летателно-тактическа школа „Липецк“. От май до септември 1951 г. е командир на деветнадесети изтребителен авиополк. Същата година става временен командир на десета изтребителна авиодивизия до юни 1952 г. От юни 1952 до септември 1955 г. е постоянен командир на дивизията. От септември 1955 г. е помощник-командващ на ВВС по изтребителната авиация. През 1958 г. завършва Военната академия в София, а през 1961 г. и генералщабната академия „Климент Ворошилов“ в СССР.
През 1961 г. е назначен за командир на десети смесен авиационен корпус. Същата година е повишен в чин генерал-майор. Между 1962 и 1975 г. е кандидат-член на ЦК на БКП. Бил е командир и на Военновъздушните сили на България. От 1971 г. е кандидат на военните науки (първия пилот). Полковник от 17 юни 1952 г. В периода 1973 – 1975 е командир на ПВО и ВВС. Заслужил летец от 1974 г. Пише книга „Закалени криле“. Генерал-полковник Симеон Симеонов е чичо на генерал Симеон Симеонов, началник на отбраната на Република България. Умира на 24 май 1975 г. в София от тумор в мозъка след две неуспешни операции.
На 26 март 2014 г. генерал-полковник Симеон Симеонов е награден с орден „За военна заслуга“ първа степен за особено значимия му личен принос и заслуги при изграждането и развитието на бойните способности на Военновъздушните сили и отбраната на страната.

## Образование
- Средно електротехническо училище, Габрово (1940 – 1943)
- Школа за запасни офицери-летци, Казанлък (1946)
- Народно военновъздушно училище „Георги Бенковски“ (1947)
- Висша летателно-тактическа школа „Липецк“, СССР (1949 – 1950)
- Военната академия „Г.С.Раковски“ (1958)
- Академия на Генералния щаб на армията на СССР „Ворошилов“ (1961)